# Nästsjön (Offerdals socken, Jämtland)
Nästsjön är en sjö i Krokoms kommun i Jämtland och ingår i Indalsälvens huvudavrinningsområde. Sjön har en area på 1,17 kvadratkilometer och ligger 396 meter över havet. Sjön avvattnas av vattendraget Rot-Nilsbäcken.

## Delavrinningsområde
Nästsjön ingår i det delavrinningsområde (705570-140326) som SMHI kallar för Utloppet av Nästsjön. Medelhöjden är 414 meter över havet och ytan är 10,75 kvadratkilometer. Det finns inga avrinningsområden uppströms utan avrinningsområdet är högsta punkten. Rot-Nilsbäcken som avvattnar avrinningsområdet har biflödesordning 3, vilket innebär att vattnet flödar genom totalt 3 vattendrag innan det når havet efter 269 kilometer. Avrinningsområdet består mestadels av skog (67 procent) och sankmarker (17 procent). Avrinningsområdet har 1,17 kvadratkilometer vattenytor vilket ger det en sjöprocent på 10,9 procent.